# Hewitt Associates
Pour les articles homonymes, voir Hewitt.
 (décembre 2017).
Si vous disposez d'ouvrages ou d'articles de référence ou si vous connaissez des sites web de qualité traitant du thème abordé ici, merci de compléter l'article en donnant les références utiles à sa vérifiabilité et en les liant à la section « Notes et références ».
Hewitt Associates était une société mondiale de conseil en management des ressources humaines. Elle a fusionné avec Aon Corporation en novembre 2010 pour former Aon Hewitt.

## Histoire
Fondée en 1940, Hewitt propose des conseils en matière de ressources humaines et d’externalisation. Hewitt travaille avec plus de 3 000 groupes ou entreprises dans le monde pour développer et mettre en place des stratégies de management en ressources humaines, retraite, avantages sociaux et finance ; rémunération ; gestion de la performance, des talents et conduite du changement.
En tant que leader sur le marché de la gestion administrative des avantages sociaux, Hewitt gère les programmes de santé et de retraite de millions de cotisants et retraités, pour le compte de plus de 300 organisations dans le monde. À ces organisations s’ajoutent plus de 30 clients qui s’appuient sur Hewitt pour fournir à près d’un million de salariés un éventail de services externalisés en ressources humaines. Présent dans plus de 30 pays, Hewitt emploie près de 23 000 salariés.
Les activités de Aon Hewitt en France couvrent trois grands domaines
La définition, la conception et la mise en œuvre de politiques RH : rétention des talents, management de la performance, identification des leaders, rémunération globale, rémunération des dirigeants et gouvernance, communication.
L’optimisation des organisations et l’externalisation de processus RH afin de trouver le meilleur équilibre entre économie de coûts, qualité, délais et valeur ajoutée.
L’évaluation, la rationalisation et l’optimisation des dispositifs de retraite, d’épargne, de prévoyance et de frais de santé pour accompagner les entreprises aussi bien dans l’analyse et la mise en œuvre sociale, comptable et financière que dans la formation des partenaires sociaux et des bénéficiaires